# NGC 2008
NGC 2008 (другие обозначения — ESO 204-20, AM 0533-505, IRAS05338-5059, PGC 17480) — спиральная галактика (Sc) в созвездии Живописца. Открыта Джоном Гершелем в 1834 году. Является типичной спиральной галактикой позднего типа с небольшим балджем и выраженными рукавами.
В прошлом считалось, что NGC 2008 физически связана с NGC 2007, но в реальности вторая галактика значительно ближе. При этом, хотя NGC 2008 кажется более тусклой, её поверхностная яркость в центре выше, чем у NGC 2007, что должно означать и большую светимость в целом.
Этот объект входит в число перечисленных в оригинальной редакции «Нового общего каталога».